# 香川県道272号高松志度線
香川県道272号高松志度線（かがわけんどう272ごう たかまつしどせん）は、香川県高松市からさぬき市に至る一般県道である。

## 概要
もともとは古高松南小学校東交差点が起点で、現在の起点から木太東口交差点までは香川県道10号高松長尾大内線の別線、同交差点から古高松南小学校東交差点までは高松市道室町新田線だったが、2013年（平成25年）の香川県道10号高松長尾大内線のルート変更により、これらが編入された。さらに、2025年（令和7年）4月1日付で高松市道花ノ宮木太線の全区間が編入された。
高松市中部を貫く全区間4車線の主要幹線道路であり、この道路の一部で都市計画道路室町新田線を形成している。さらに都市計画道路の終点である古高松南小学校東交差点からはそのまま県道272号の延長となって2車線の対面通行となり、そのままさぬき市志度へ至る。そのため、高松市中心部から国道11号をバイパスしてさぬき市志度へ抜けることができる。 
今里交差点-松縄町・木太町境間には、2007年にパークロードという愛称が付けられた。命名理由は本路線の西方に栗林公園、東方に高松市東部運動公園が位置することによるが、ほとんど使われていない。
この道路を路線名で呼ぶことはほとんど無く、また愛称名もあまねく一般に浸透していない。
起点の栗林公園南交差点-今里交差点までは並行する代替道路が存在しないため、ラッシュ時には一部激しい渋滞が発生する。近年平日日中の西行きではハローワーク高松（花ノ宮町）の駐車待ちに起因する渋滞が多発している。不況による就職難で来庁者が増加しているのに十分な駐車場を備えていないためである。
幹線道路であるにもかかわらず、花ノ宮町のことでん琴平線との交点には「花宮踏切」が存在し、通過車両の一時停止による旅行速度の著しい低下や、すぐ東側に近接する花宮踏切東交差点の存在も相まって交通が錯綜している。
沿線は高松市中心部外縁のマンションなどが立ち並ぶ高密度住宅地域で、特に今里西交差点以東は区画整理済みの地域であることから画一的で整然とした沿線風景となっている。
かつての市道と県道の境界は区画整理（太田第一土地区画整理事業）の施行地域（旧市道側）とそうでない地域（県道側）と合致する。
起点の栗林公園南交差点から市道上福岡多肥下町線との交差点である松縄交差点までは、7時-24時にわたって警察から駐車違反確認を委託された駐車監視員活動の重点路線に指定されている。

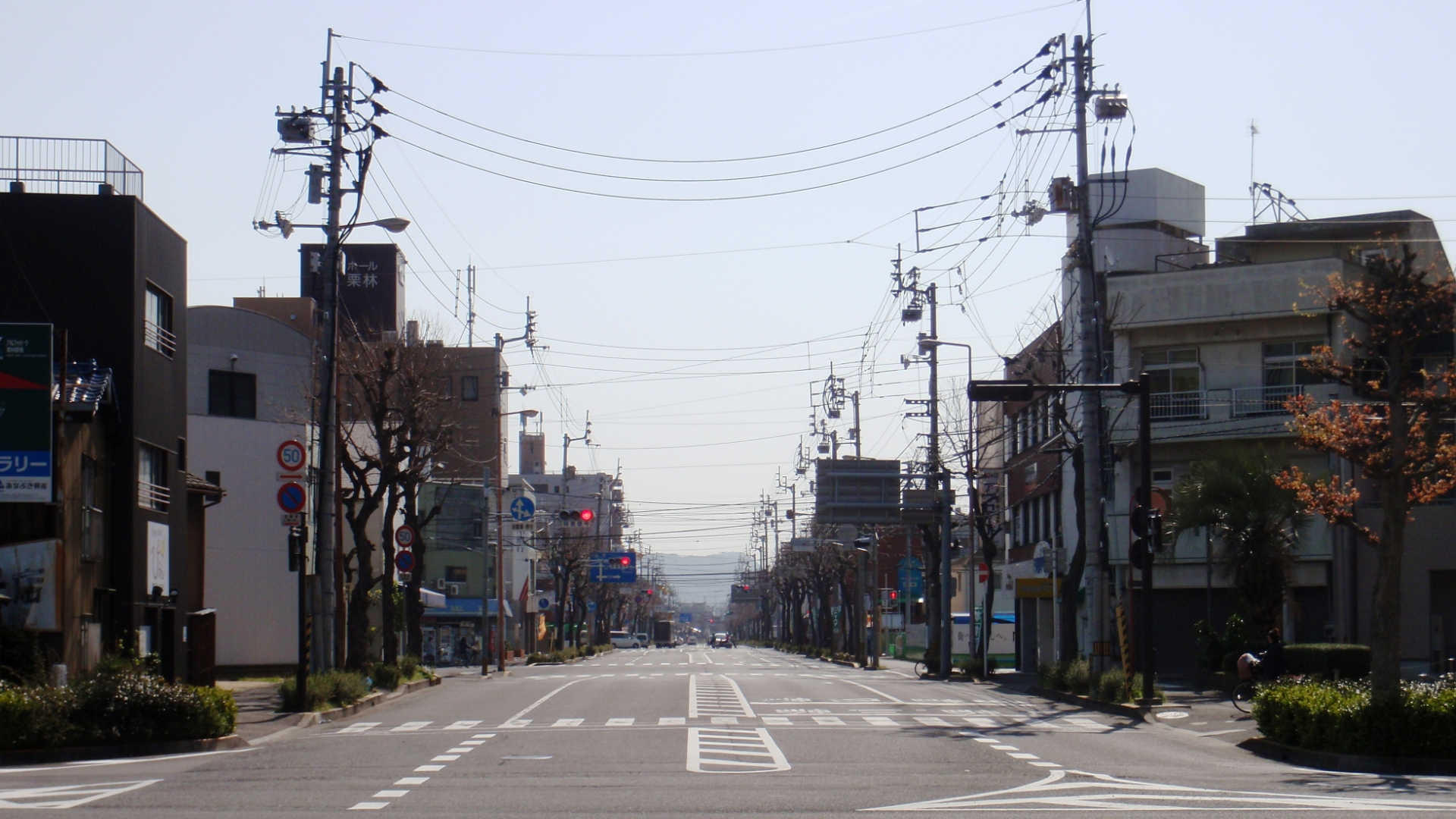
起点の栗林公園南交差点から当線を見る。

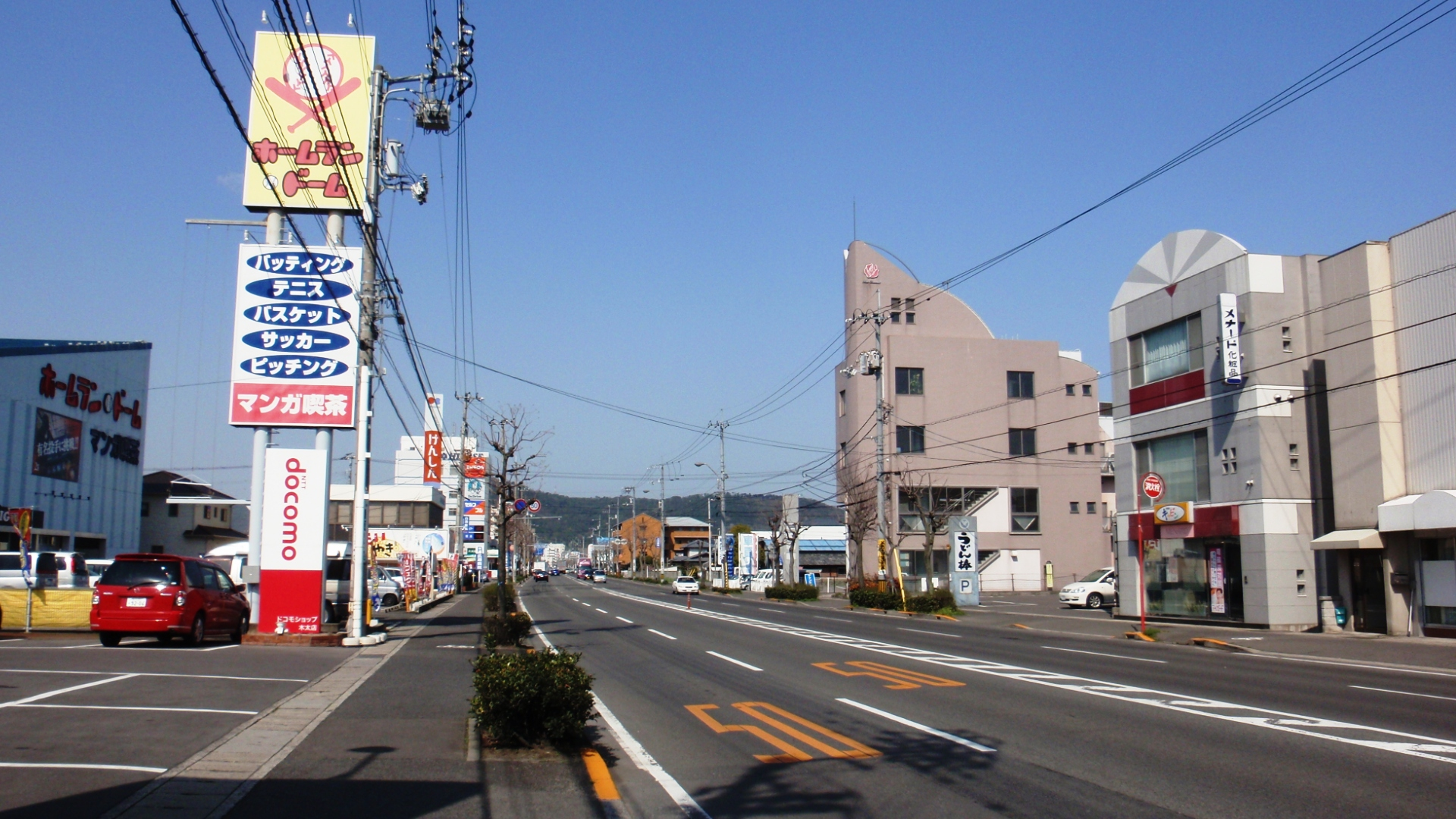
終点の松縄町・木太町境付近。左の黄色い看板「ホームランドーム」より奥（西側）が旧市道で、手前（東側）は元からの県道272号高松志度線。

### 路線データ
- 起点：高松市室町（国道11号交点）
- 終点：さぬき市志度（香川県道141号石田東志度線交点）
- 総延長：12.74 km

## 路線状況

### 重複区間
- 香川県道38号三木牟礼線（高松市牟礼町原）
- 香川県道147号太田上町志度線（さぬき市志度）

### 都市計画道路指定
- 高松市
  - 室町新田線 : 栗林公園南交差点 - 古高松南小学校東交差点
- さぬき市
  - 津村八丁地線 : 正面橋交差点 - 志度高校南交差点

### 道路施設

#### 橋梁
起点から
- 大栗橋（御坊川）
- 木太高架橋（宮川・高松琴平電気鉄道長尾線）
- 下川天神橋（詰田川）
- 元山橋（春日川）
- 新川新橋（新川）
- 八丁地橋（玉浦川）
- 大橋川（正面橋）
- 志度中央高架橋（高徳線）
- 弁天川橋（弁天川）

#### トンネル
- 牟礼トンネル：延長286 m、1996年（平成8年）竣工、高松市 - さぬき市

## 地理

### 通過する自治体
- 高松市
- さぬき市

### 交差する道路
| 交差する道路                                         | 市町村名 | 交差する場所 | 交差する場所               |
| ---------------------------------------------------- | -------- | ------------ | -------------------------- |
| 国道11号 国道32号 重複 国道193号 重複 国道492号 重複 | 高松市   | 室町         | 栗林公園南交差点           |
| 香川県道280号高松香川線                              | 高松市   | 花ノ宮町     | 花ノ宮交差点               |
| 香川県道43号中徳三谷高松線別線                       | 高松市   | 今里町       | 今里西交差点               |
| 香川県道43号中徳三谷高松線                           | 高松市   | 木太町       | 木太町木太南小学校北交差点 |
| 香川県道10号高松長尾大内線 / 旧道                    | 高松市   | 木太町       | 木太町木太東口交差点       |
| 香川県道10号高松長尾大内線                           | 高松市   | 春日町       | 宮の原交差点               |
| 香川県道30号塩江屋島西線                             | 高松市   | 新田町       |                            |
| 香川県道38号三木牟礼線 重複区間起点                  | 高松市   | 牟礼町原     |                            |
| 香川県道38号三木牟礼線 重複区間終点                  | 高松市   | 牟礼町原     |                            |
| 香川県道147号太田上町志度線 重複区間起点             | さぬき市 | 志度         |                            |
| 香川県道147号太田上町志度線 重複区間終点             | さぬき市 | 志度         |                            |
| 香川県道・徳島県道3号志度山川線                      | さぬき市 | 志度         |                            |
| 香川県道141号石田東志度線                            | さぬき市 | 志度         | 終点                       |

### 交差する鉄道
- 高松琴平電気鉄道琴平線
- 高松琴平電気鉄道長尾線
- 高徳線

### 沿線
- 香川県信用組合栗林支店
- ハローズ栗林公園店
- 香川銀行栗林支店
- 百十四銀行栗林支店（・同鶴尾出張所）
- 高松公共職業安定所（ハローワーク高松）
- 四電工本社
- 高齢・障害・求職者雇用支援機構香川支部香川職業能力開発促進センター（ポリテクセンター香川）
- 四電エンジニアリング本社
- 香川県信用組合中央支店 - 旧高松市道花ノ宮木太線の終点に接している。
- ホームランドーム高松店 - 旧起点に接している。
- マルナカ新田店
- 高松市消防局東消防署
- 高松市立東部運動公園
- 牟礼中央公園
- 香川県立保健医療大学
- フジ志度店
- さぬき市立志度中学校